# Saulzais-le-Potier
Saulzais-le-Potier é uma comuna francesa na região administrativa do Centro, no departamento Cher. Estende-se por uma área de 31,53 km². Em 2010 a comuna tinha 503 habitantes (densidade: 16 hab./km²).